# Szellemharcosok (Odaát)
A Szellemharcosok az Odaát című televíziós sorozat harmadik évadjának tizenharmadik epizódja.

## Cselekmény
Ed Zeddmore és Travis Wester Harry Spangler immár saját televíziós műsort vezetnek, a Szellemharcosokat, melyben három társukkal -Ed húgával; Maggie-vel, az operatőr Spruce-szal, illetve a futárfiú Corbett-tel- természetfeletti dolgoknak járnak utána. Következő célpontjuk az Amerikában eléggé híresnek mondható Morton kísértetház, melyben a legenda szerint minden szökőév február 29-én, éjfélkor szellemek jelennek meg, és torolják meg a betolakodókat. Miután mindannyian felkészültek az akcióra, éjszaka betörnek a házba, majd miután bekamerázták az épületet és felállították a "központot", elindulnak, hogy felkutassák a terepet. Több helyen is lehűl a levegő, illetve jelez az EMF-mérő, ráadásul néhányan eléggé ijedősek, váratlanul belebotlanak két régi ismerősbe; Dean és Sam Winchesterbe, akik szintén a kísértetek miatt vannak itt.
A két társaság nem akar közösködni, ám váratlanul két halálvisszhang is megjelenik előttük: először egy agyonlőtt, majd egy vonat által elütött férfi halála játszódik le, Winchesterék szerint azonban ezek egyáltalán nem jelentenek fenyegetést. Ismeretlen erők lezárják az épület összes kijáratát, ráadásul Corbett is eltűnik, néhány pillanattal később pedig a kiabálása hallatszik. Miközben Corbett-tet keresik, a ház volt tulajdonosa, Freeman Daggett irodáját átkutatva fény derül rá, hogy a férfi takarító volt egy kórházban, ahonnan magánya és paranoidsága révén hullákat lopott ki otthonába, 1964-ben pedig öngyilkosságot követett el. Mikor újabb EMF-kiugrás történik, Sam eltűnik, majd egy föld alatti, hullákkal teli szobában ébred megkötözve, ahol születésnaphoz illően van díszítve minden, ráadásul torta is van az asztalon. Feltűnik Daggett szelleme, és a Sammel szemben ülő Corbettnek szöget üt a nyakába, előbbire pedig egy születésnapi sapkát ad. Míg Ed eléggé kiakad, mikor megtudja, hogy húga és Harry járnak, Dean és Spruce az alagsorba mennek, ahol bezárul mögöttük az ajtó, majd miután kiszabadították Samet, Daggett támad rájuk. Másutt, Dean javaslatára Ed, Harry és Maggie egy sókörbe állnak, amikor feltűnik előttük Corbett halálvisszhangja. Harry győzködésére, Ed meggyőzi a szellemet, hogy forduljon gyilkosa ellen, így az Daggettra támad, majd magával együtt, megsemmisíti azt.
Megérve a reggelt, a csapat kijut a házból, Edék pedig elvesztett társuk miatt szomorkodnak. Ami azonban felvidítja őket, hogy végre világhírnevet hozható felvételek vannak a birtokukban. Dean és Sam elbúcsúznak az eléggé nagyképűvé vált "kollégáktól", majd távoznak az Impalával. A Szellemharcosok ekkor veszik észre, hogy a fiúk itt hagytak valami elektromágneses kütyüt, ám már késő: az összes felvétel, amit a házban felvettek, a gép rendszerével együtt elszáll...

## Természetfeletti lények

### Freeman Daggett szelleme és áldozatainak halálvisszhangja
Freeman Daggett egy kórház takarítója volt, aki magánya és paranoidsága révén hullákat lopott ki a hullaházból, majd hazavitte őket, hogy az általa épített óvóhelyen egy születésnapot ünnepeljen meg velük. A férfi 1964-ben öngyilkosságot követett el; túladagolta magát lónyugtatókkal, a szelleme pedig minden szökőévben, február 29-én, éjfélkor volt otthonában, a Morton házban kísért, és szokásához híven partit "rendez". Ezen a napon az épületben nemcsak Daggett, de áldozatai szellemei is feltűnnek halálvisszhangként.

### Szellemek
A szellem egy olyan halott ember lelke, aki különös halált halt, és a lelke azóta az élők között kísért, általában egy olyan helyen, ami fontos volt az illetőnek a földi életében. Szellemekből sokféle létezik: kopogószellem, bosszúálló szellem és olyan ómen, aki figyelmezteti az embereket egy közelgő veszélyre.

## Időpontok és helyszínek
- 2008. február 28-29. – ?

## Külső hivatkozások
- Supernatural-Ghostfacers az Internet Movie Database oldalon (angolul)